# Alfshögs kyrka
Alfshögs kyrka är en kyrkobyggnad belägen i Alfshög, Falkenbergs kommun. Sedan 2006 tillhör kyrkan Vessige församling (tidigare Alfshögs församling) i Göteborgs stift.

## Historia
Alfshögs gamla kyrka låg sannolikt på samma plats som den nuvarande. Den var en romansk stenkyrka med klockstapel i trä. Dess murade valv, troligen från medeltiden, revs 1761 och ersattes med ett bemålat innertak av trä. I mitten av 1800-talet ersattes ett murat vapenhus i söder med ett i trä framför ingången. Kyrkan revs 1901 för att ge plats åt den nybyggnad som uppfördes i dess ställe. Inventarier flyttades över till den nya kyrkan.

## Kyrkobyggnaden
Dagens kyrka uppfördes 1901-1903 av gråsten i nygotisk stil efter ritningar av Adrian C. Peterson och Carl Crispin. Den har ett rektangulärt långhus och torn i söder, försett med en hög spira, samt ett femsidigt kor i norr. Sakristian är utbyggd vid korets ena sida. Murarna stöds av strävpelare. Långhuset har sadeltak och spetsbågefönster omfattade med gult tegel. Kyrkorummet har en triumfbåge mellan långhuset och koret.
År 1931 drabbades kyrkan av brand efter ett åsknedslag. Vid den påföljande restaureringen 1932 avlägsnades dekorationsmålningar gjorda av firman Ringström & Fjellman, Falkenberg och vilket gav interiören ett ljusare utseende. Och 1600-talsinventarier från den föregående kyrkan återfördes: en läktarbröstning med bilder av Jesus och de tolv apostlarna, liksom baldakinen över predikstolen.

## Inventarier
- Predikstolen, som pryds av skulpturer av de fyra evangelisterna, och altaruppsatsen är snidade i ek och utförda i mitten av 1600-talet. Altartavlan är daterad 1653.
- Baldakin samtida med predikstol.
- Dopfunt i ek, där cuppan bärs upp av tre snidade, liggande lejon.
- Den bevarad bänkinredningen bemålades på 1700-talet av Ditlof Ross.[1]
- I tornet hänger två klockor, varav den ena är gjuten 1680 och har inskription.

### Orgel
- I den gamla kyrkan stod en orgel byggd 1880 av Salomon Molander.
- Den nya kyrkan fick 1903 en mekanisk orgel tillverkad av Thorsell & Eriksson. Den dispositionsförändrades 1961 av Tostareds Kyrkorgelfabrik och restaurerades 2004 av Ålems Orgelverkstad, varvid en del gamla pipor återinsattes då fyra av dem var omarbetade 1961. Instrumentet har tolv stämmor fördelade på två manualer och pedal.[2]

## Bilder

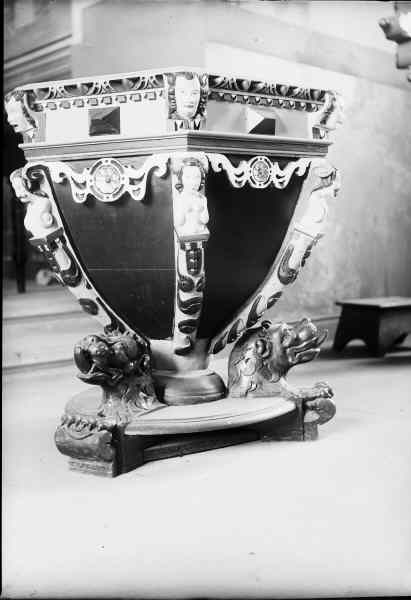
Dopfunten.